# Alianza para el Cambio (Venezuela)
El Movimiento Político Alianza para el Cambio (APC) es un partido político venezolano, que ideológicamente se define como  socialdemócrata  con fuertes corrientes chavistas, se ubica en la centroizquierda del espectro político, cuyo secretario general nacional es el diputado Ricardo Sánchez.
El partido fue fundado el 1 de agosto de 2013, luego que los diputados nacionales Ricardo Sánchez, Carlos Vargas y Andrés Avelino Álvarez formalizaron la inscripción del movimiento político APC en el Consejo Nacional Electoral. Antes de la constitución del nuevo partido, estos parlamentarios fueron integrantes de la bancada de la Mesa de la Unidad Democrática (MUD), luego de ser electos diputados suplentes por esta coalición en las elecciones parlamentarias de Venezuela de 2010. Luego de las elecciones presidenciales de 2012, los diputados Sánchez, Vargas y Álvarez decidieron desvincularse de la MUD. 
En sus inicios, Alianza para el Cambio fue un partido opositor al gobierno del presidente Nicolás Maduro, aunque no formó parte de la MUD, por tener una opinión crítica con respecto a los dirigentes de esta coalición. Posteriormente, matizaron sus posiciones políticas con respecto al gobierno, y desde el 3 de agosto de 2015 pasaron a formar parte de la coalición oficialista Gran Polo Patriótico Simón Bolívar, en el marco de las elecciones parlamentarias de diciembre.

## Participación Electoral

### Parlamentarias
| Año  | Votos  | %     | Diputados | +/- |
| ---- | ------ | ----- | --------- | --- |
| 2015 | 7,106  | 0,05% | 0/167     | 0   |
| 2020 | 31,114 | 0,50% | 4/277     | 4   |